# Jacquinia linearis
Jacquinia linearis är en viveväxtart som beskrevs av Nikolaus Joseph von Jacquin. Jacquinia linearis ingår i släktet Jacquinia och familjen viveväxter. Inga underarter finns listade i Catalogue of Life.